# Церковь Святого Альфонса (Новый Орлеан)
Церковь Святого Альфонса (англ. Saint Alphonsus Church) — католическая церковь в Новом Орлеане.
Церковь была построена в 1855, а полностью завершена в 1857 году, силами ирландской католической общины. Рядом располагались приходы немецкой и французской общин, в том числе и Церковь Успения. После их объединения, церковь служила в качестве центра общины.
Здание представляет собой кирпичное здание с уникальным интерьером, одно из немногих в США с итальянскими фресками XIX века. Так же в церкви присутствуют витражи, изготовленные в 1890-е гг в Мюнхене.
22 мая 1973 года Церковь Святого Альфонса была внесена в Национальный реестр исторических мест США. Статус национального исторического памятника был присвоен 19 июня 1996 года.
Ураган Катрина повредил крышу, витражи и интерьер здания.